# رولاند بيترسن
رولاند بيترسن (بالإنجليزية: Roland Petersen)‏ هو رسام أمريكي، ولد في 1 مارس 1926.